# Bømlaungen
Bømlaungen ou Holmen est une île norvégienne du comté de Hordaland appartenant administrativement à Bømlo.

## Description
Rocheuse et désertique à l'exception de quelques arbres en son centre, elle s'étend sur environ 256 m de longueur pour une largeur approximative de 188 m. Elle compte une habitation